# Данверс (Массачусетс)
Данверс (англ. Danvers) — город в округе Эссекс, штат Массачусетс США, расположенный на реке Данверс недалеко от северо-восточного побережья штата Массачусетс. Пригород находится в нескольких минутах езды от Бостона, а также в непосредственной близости от знаменитых пляжей Глостер и Ревир. Первоначально известный как деревня Салем, этот город наиболее широко известен своей связью с салемскими судами над ведьмами в 1692 году. По состоянию на 2014 год население города составляло около 27 000 человек.

## История
Этот район был давно заселён американскими коренными народами. В исторический период в этом районе доминировало племя Массачусетс, говорящее на языках пекот.

### XVII век
Земля, которая сейчас находится в Данверсе, когда-то принадлежала Наумкеагской ветви племени Массачусетс.
Около 1630 года английские колонисты улучшили существующую тропу Наумкеаг, превратив её в старую испанскую дорогу, создав связь с главными городами Салемом и Бостоном. Данверс был окончательно заселён в 1636 году как деревня Салем и в конце концов подал прошение короне о предоставлении ему статуса города. Согласно легенде, король, вместо того, чтобы подписать хартию, вернул её с сообщением «король не желает».
9 июня 1757 года город был инкорпорирован, несмотря ни на что, и отказ короля был включён в печать города. В 1752 году город был назван в честь поселенца Данверса Осборна.
Историческое событие, благодаря которому Данверс наиболее известен, — это Салемские суды над ведьмами в 1692 году. Жительница города Ребекка, медсестра, была осуждена на суде за колдовство. Усадьба Ребекки всё ещё стоит в Данверсе, и её можно посетить как историческую достопримечательность.

### XVIII век
Начиная с битвы при Лексингтоне, жители Данверса принимали участие в вооруженных действиях. Примечательными революционными деятелями, которые остались в Данверсе, являются королевский генерал-губернатор Томас Гейдж и Бенедикт Арнольд.

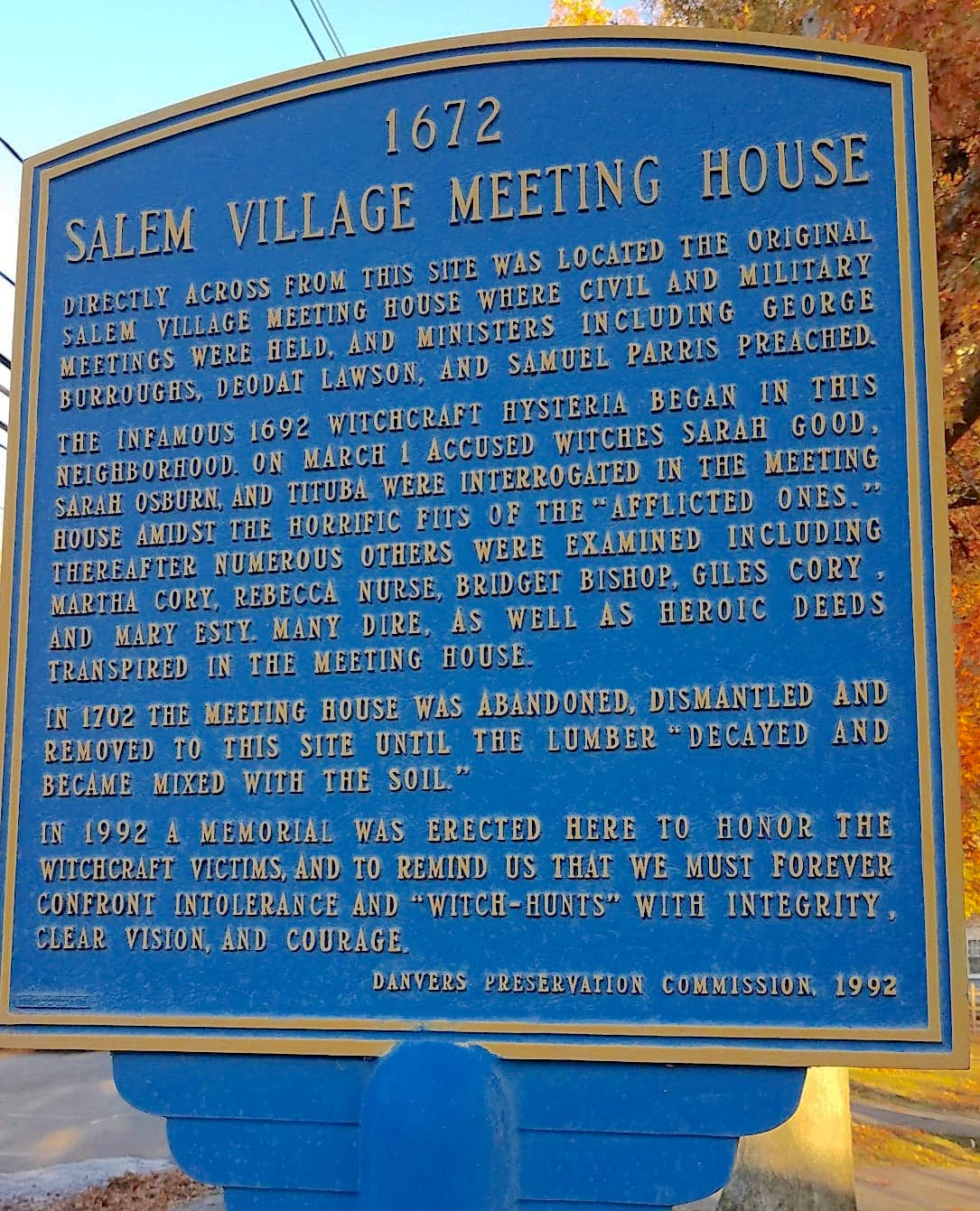
Историческая достопримечательность, часть мемориала жертвам колдовских процессов 1692 года, Данверс, Массачусетс

Данверс был родиной Израиля Патнэма, одной из самых ярких фигур колониального периода и Американской революции. Он построил процветающую ферму с фруктовыми деревьями и стадами овец, а однажды на четвереньках заполз в волчье логово, чтобы убить волка, который ел его овец. Он вошёл в узкий коридор с факелом в одной руке, мушкетом в другой и верёвкой, привязанной к ногам, ведущей к его друзьям снаружи, чтобы они могли вытащить его, если что-то пойдёт не так. Его единственный выстрел из мушкета попал в волка. Он сражался с Рейнджерами Роджера во французской и индийской войне. В какой-то момент индейцы схватили его, привязали к дереву и собирались сжечь заживо. Французский офицер спас его в самый последний момент.
Когда в битве при Лексингтоне и Конкорде прозвучали первые выстрелы Американской революции, весть об этом дошла до Патнэма на его ферме. Он буквально «сошел с плуга», чтобы снова отправиться на войну. Не переодевшись, он сел на лошадь и проехал 25 миль до места происшествия за 18 часов. Он был известен своей храбростью и продемонстрировал её в битве при Банкер-Хилле, где ему приписывают команду «не стрелять, пока вы не увидите белки их глаз». Он стал генерал-майором в войне за независимость. Место его рождения в Данверсе, известное как дом генерала Израэля Патнэма, сохранилось до сих пор.

### XIX век
В 1847 году в Данверсе впервые появилась железная дорога. В 1884 году была проложена уличная железная дорога, первоначально состоявшая из 69 гужевых тележек. Позже эта система была преобразована в электрическую.
Ратуша Данверса была построена в 1855 году. Она был модифицирована и отремонтирована, до сих пор используется. Также в 1855 году южная часть Данверса отделилась, чтобы стать отдельным городом Саут-Данверс, позже переименованным в Пибоди.
В 1878 году открылась государственная больница Данверса. Это было учреждение для предоставления убежища и лечения душевнобольным.
Первоначально Данверс был лишь сельскохозяйственным городом, фермеры развили две породы овощей: лук Данверса (происхождение прозвища «Oniontown») и морковь Данверса длиной в половину длины обычной моркови. Эта морковь была введена «огородниками рынка» в 1871 году.
Обувное производство было выдающейся отраслью промышленности в конце 19-го и начале 20-го веков. Успешные компании-производители включали в себя детскую обувь, которую долгое время считали «идеальной». Местные обувные компании были «подорваны» в цене фабриками в других районах, и производство обуви переместилось.

### Фильмы
Фильмы, снятые в Данверсе:
- Хэллоуин Хьюби (2020);
- Девятая сессия (2001);
- Кривые Стрелы (2012).

### Взрыв химического завода

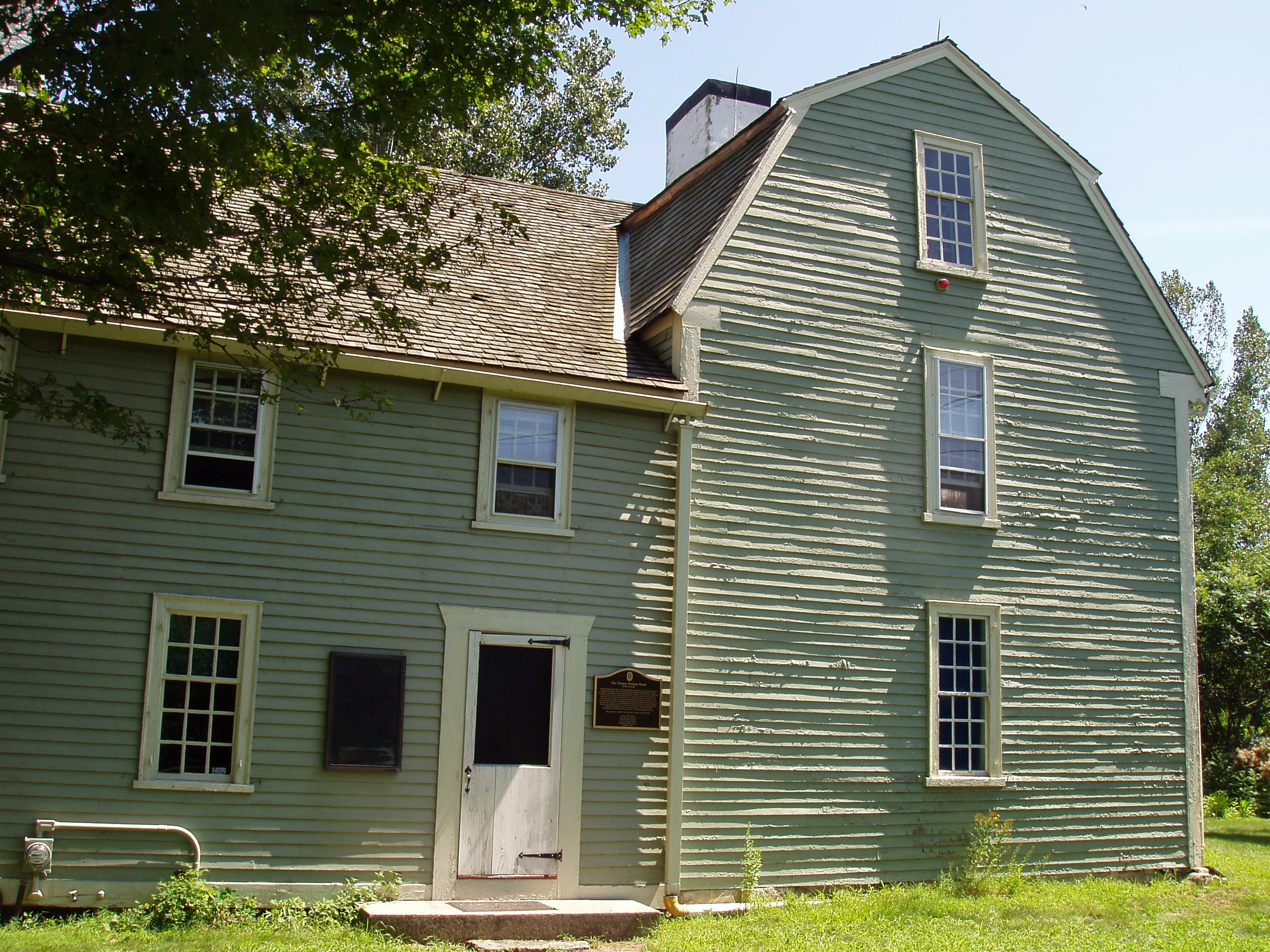
Дом Генерала Израэля Путнама

22 ноября 2006 года, около 2:46 ночи, произошел крупный химический взрыв на предприятии, где размещались компании Arnel (производитель лакокрасочных материалов промышленного назначения) и CAI Inc. (производитель растворителей и чернил). Взрыв потряс несколько городов северного побережья, сбив дома с фундаментов и повредив здания на расстоянии до полумили. Стеклянные окна разбились по меньшей мере в 3 милях (5 км) отсюда, в соседнем Пибоди и даже в центре Салема. Взрыв был слышен и ощущался на расстоянии до 45 миль (72 км); сотрясение от него было сильным.
По словам начальника пожарной охраны Джима Тутко, никто не погиб, и ни одна из травм не представляла угрозы для жизни. Было повреждено около 90 домов. Жители, чьи дома были повреждены или разрушены в результате взрыва, были доставлены в среднюю школу Данверс, где Красный крест создал приют для оказания помощи. Взрыв произошел рядом с пристанью для яхт, пекарней/пиццерией и заправокой, а также через дорогу от Восточного пропанового газа.
13 мая 2008 года комиссия по расследованию химической безопасности и опасных факторов США сообщила, что взрыв произошел из-за непреднамеренного ночного нагрева резервуара для смешивания чернил, содержащего легковоспламеняющиеся растворители.

## География
По данным Бюро переписи населения США, общая площадь Данверса составляет 14,1 квадратных мили (37 км2), из которых 13,3 квадратных мили (34 км2) — суша и 0,8 квадратных мили (2,1 км2), или 5,75 %, — вода. Приливная река Данверс начинается недалеко от юго-восточного угла города и образуется слиянием рек Портер, Крейн и Уотерс. Эти реки, в свою очередь, питаются несколькими ручьями. Река Ипсвич также протекает вдоль западной границы города. В северной части города находится водохранилище Патнэмвилл, которое снабжает питьевой водой города Салем и Беверли.

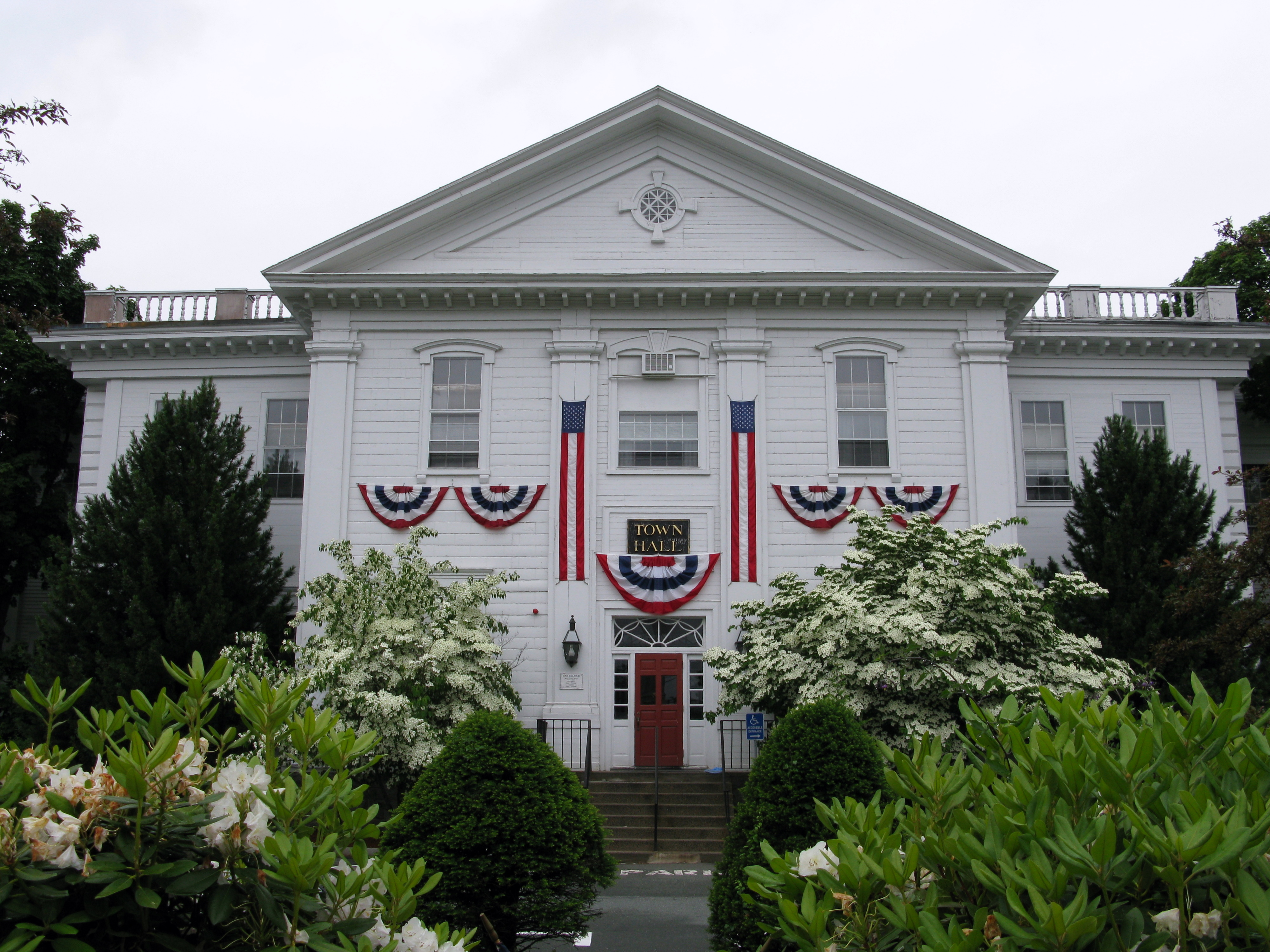
Ратуша Данверса

Несмотря на то, что город находится на уровне моря в районе Данверспорта, в нём есть множество холмов, достигающих высоты от 130 до 180 футов, включая Дейлс-Хилл (расположенный у подготовительной школы Сент-Джона), Фернкрофт-Хилл, Фолли-Хилл, Хаторн-Хилл, Линдолл-Хилл, Николс-Хилл, Патнэм-Хилл, Роки-Хилл и Уиппл-Хилл (часть Эндикотт-парка).
В Данверсе есть множество деревень, построенных в конце 1800-х годов, когда в городе была оживленная железная дорога. К ним относятся Burley’s Corner, Danvers Center, Danversport, Downtown, Ferncroft, Hathorne (который все ещё имеет свое собственное почтовое отделение и почтовый индекс), Putnamville и Tapleyville.

## Транспорт
Данверс расположен примерно в 17 милях (27 км) к северу от центра Бостона, почти на полпути между Бостоном и границей штата Нью-Гэмпшир. Он граничит с Топсфилдом на севере, Уэнхемом на северо-востоке, Беверли на востоке, небольшой частью Салема на юго-востоке, Пибоди на юге и юго-западе и Миддлтоном на северо-западе.
Центр города расположен в 4 милях (6 км) к северу от Салема, в 16 милях (26 км) к западу от Глостера, в 17 милях (27 км) к северо-востоку от Бостона и в 19 милях (31 км) к юго-востоку от Салема, штат Нью-Гэмпшир.
В США действует система межштатных автомагистралей. Межштатная автомагистраль 95 и Массачусетское шоссе 128 проходят через город, чуть восточнее их перекрёстка в Пибоди. Американское шоссе 1 (US 1) также проходит через город, с большим перекрёстком с межштатной автомагистралью 95 в северо-западной части города. Основные магистрали также пересекаются маршрутами 35, 62 и 114, причём маршруты 35 и 62 пересекаются к северу от центра города. Северная конечная станция маршрута 35 находится сразу за городской линией Топсфилд, где она встречается с маршрутом 97.
Несколько автобусных маршрутов MBTA проходят через город, между Пибоди и Беверли. В городе нет пригородного железнодорожного сообщения; линия Ньюберипорт/Рокпорт пригородной железной дороги MBTA проходит через соседние Салем и Беверли. Две линии Спрингфилдской конечной железной дороги, проходящей через Спрингфилд, штат Массачусетс, также пересекают город, сливаясь около центра города, чтобы направиться на север. Две взлётно-посадочные полосы муниципального аэропорта Беверли пересекают город; ближайшие регулярные коммерческие рейсы находятся в Бостонском международном аэропорту Логан.

## Демография
По данным переписи населения 2000 года в городе проживало 25 212 человек, 9 555 домашних хозяйств и 6 564 семьи. Плотность населения составляла 1 898,5 жителей на квадратную милю (733,0/км2). Здесь насчитывалось 9762 единицы жилья со средней плотностью 735,1 на квадратную милю (283,8/км2). Расовый состав населения города составлял 97,72 % белых, 0,35 % афроамериканцев, 0,10 % коренных американцев, 1,11 % азиатов, 0,02 % жителей тихоокеанских островов, 0,22 % представителей других рас и 0,48 % представителей двух или более рас. Испаноязычные составляли 0,83 % населения независимо от расы.
Насчитывалось 9 555 домашних хозяйств, из которых 30,9 % имели детей в возрасте до 18 лет, проживающих с ними, 56,2 % были супружескими парами, живущими вместе, 9,4 % имели женщину-домохозяйку без мужа и 31,3 % не имели семей. 26,6 % всех домашних хозяйств состояли из отдельных лиц, а в 10,8 % из них проживали одинокие люди в возрасте 65 лет и старше. Средний размер домохозяйства — 2,53, а семьи — 3,11 человека.
В городе было распределено население: 23,2 % в возрасте до 18 лет, 6,4 % в возрасте от 18 до 24 лет, 28,7 % в возрасте от 25 до 44 лет, 24,5 % в возрасте от 45 до 64 лет и 17,2 % в возрасте 65 лет и старше. Средний возраст — 40 лет. На каждые 100 женщин приходится 86,9 мужчин. На каждые 100 женщин старше 18 лет приходится 84,2 мужчины.
Средний доход домохозяйства в городе составлял 58 779 долларов, а средний доход семьи — 70 565 долларов. Средний доход мужчин составлял 48 058 долларов против 33 825 долларов у женщин. Доход на душу населения в городе составлял 26 852 доллара. Около 1,7 % семей и 2,9 % всего населения находились за чертой бедности, в том числе 3,0 % из них моложе 18 лет и 4,4 % из них старше 65 лет.

## Правительство
У Данверса есть форма правления, которая представляет собой комбинацию представительного городского собрания и городского управляющего. Также присутствует выборный совет выборщиков.

## Экономика

### Лучшиеработодатели
Согласно всеобъемлющему годовому финансовому отчету города за 2018 год, в первую десятку работодателей города входят:
| #  | Работодатель                      | Количество рабочих |
| -- | --------------------------------- | ------------------ |
| 1  | Medtronic Interventional Vascular | 740                |
| 2  | IRA Motor Group                   | 530                |
| 3  | Hospice of the North Shore        | 522                |
| 4  | North Shore Community College     | 418                |
| 5  | Abiomed                           | 400                |
| 6  | The Home Depot                    | 313                |
| 7  | Cell Signaling Technology         | 300                |
| 8  | Lahey NorthShore                  | 289                |
| 9  | Essex Technical High School       | 252                |
| 10 | Danversport Yacht Club            | 235                |

Данверс увидел шанс на успех в том, что грузовиков, перевозящих продовольственные продукты через город, становилось только больше: и это привело к тому, что некоторые владельцы продовольственных грузовиков перешли к более постоянным кафе для таких же грузовых машин.

### Общественная безопасность
В Данверсе работают штатные полицейские и пожарные. Неотложную медицинскую помощь оказывает Atlantic Ambulance (подразделение Cataldo Ambulance), крупная частная компания скорой помощи, базирующаяся в Сомервилле. Ранее город обслуживала Lyons Ambulance Service, небольшая частная компания скорой помощи, которая находилась там с 1904 года, прежде чем была куплена Cataldo Ambulance в 2017 году. Департамент полиции Данверса был аккредитован в 1986 году. Данверс был первым муниципальным учреждением в штате Массачусетс, получившим национальную аккредитацию.

### 1990 утечка газа и взрывы
2 апреля 1990 года газопроводы, обслуживающие жилые дома, были случайно перегружены рабочим предприятия «Boston Gas», что привело к пожарам и взрывам вдоль улиц Лафайет-стрит, Мэйпл-стрит, Венис-стрит и Бивер-Парк-Авеню, в результате которых пострадали шесть человек.

## Образование

### Государственные учебные заведения
Город включает в себя свой собственный школьный округ и государственные школы Данверса. В округе есть пять начальных школ (Highlands Elementary, Riverside Elementary, Great Oak Elementary, Thorpe Elementary и Smith Elementary), каждая из которых образовывает до пятого класса (Riverside Elementary также включает в себя дошкольное учреждение.) С шестого по восьмой классы учатся в средней школе Holten-Richmond. С девятого по двенадцатый классы учатся в средней школе Данверса.
Данверс участвует в Малой бейсбольной лиге в составе двух местных лиг: Национальной Малой лиги Данверса (DNLL) на юге и западе города и американской Малой лиги Данверса (DALL) на севере и востоке города. Дети в DNLL в первую очередь для высокогорья и Большой Дуб начальной школы, а дети в даль, в первую очередь, пойти к Смиту и Торп начальной школы.

### Частные вузы
В Данверсе работают три частные школы. Школа Святой Марии Благовещенской (St. Mary of the Annunciation School) принимает учеников до восьмого класса. Plumfield Academy — это небольшая школа для учеников с первого по восьмой классы, с философией образования, основанной на философии Шарлотты Мейсон. Подготовительная школа Святого Иоанна (St. John’s Preparatory School) — это школа для молодых мужчин, обучающая учеников с шестого по двенадцатый классы. Сент-Мэри и Сент-Джон религиозно связаны. Сент-Мэри является частью Архиепископии Бостона, а Сент-Джонс или широко известный как «приготовительный» — это школа, спонсируемая братьями Ксавериан.

### Технические, профессиональные и сельскохозяйственные училища
В дополнение к государственным и частным школам, Данверс когда-то имел Эссексскую сельскохозяйственную и техническую среднюю школу, независимую, финансируемую государством дневную школу, обслуживающую классы с 9 по 12. Эссексская сельскохозяйственная и техническая Средняя школа объединилась с профессиональной школой северного берега, которая была расположена в Миддлтоне, что привело к более крупному объединённому кампусу, расположенному в Данверсе.
Эссекская техническая Средняя школа открылась в сентябре 2014 года. Школа предлагает 24 технические и сельскохозяйственные программы для студентов из районных городов, а также предлагает восемь сельскохозяйственных программ для студентов из других районов.

## Достопримечательности
- Государственная больница Данверса;
- Летний домик в дерби, на территории фермы Глен Магна;
- Эндикотт-Парк[19];
- Грушевое дерево Эндикотт, возможно, самое старое живое фруктовое дерево в Северной Америке[20];
- Фермы Глен Магна;
- Дом судьи Сэмюэл Холтен;
- Дом медсестры Ребекки;
- Дом Генерала Израэля Патнэма;
- Исторический Район Деревни Салем;
- Обычная, бывшая колониальная таверна Ингерсолла и место многих событий во время Салемского деревенского колдовства[21][22].

## Известные уроженцы

Дом Медсестры Ребекки

- Марк Баваро, футбольный атлет НФЛ;
- Дэвид Баваро, футбольный атлет НФЛ;
- Брэд Дельп, солист группы Boston;
- Мэтт Фарли, музыкант, создатель Motern Media;
- Гренвилл М. Додж;
- Меган Дагган, олимпийская чемпионка, хоккеистка;
- Кристина Джордано, бывшая жительница Данверса и нынешняя автор песен BMI;
- Элиза Патнэм Хитон, журналист, писатель, редактор;
- Сэмюэл Холтен, президент Континентального Конгресса;
- Джон Марш, ранний Калифорнийский Пионер и бизнесмен;
- Ребекка медсестра, жертва колдовского наваждения в салемской деревне;
- Сэмюэл Пэррис, священник салемской деревенской церкви во время колдовского наваждения;
- Генерал Израэль Патнам;
- Дженни Томпсон, олимпийка, пловчиха;
- Ник Дипало, комик, актер, подкастер.